# Francesco Cosentino
Francesco Cosentino (Palermo, 22 luglio 1922 – Roma, 4 marzo 1985) è stato un politico italiano, esponente della Democrazia Cristiana e già parlamentare europeo.
Segretario generale della Camera dei deputati, carica già rivestita dal padre, fu al centro della vita politica italiana degli anni sessanta e settanta del XX secolo.

## Carriera amministrativa

### La famiglia
Il padre, Ubaldo Cosentino, aveva percorso tutte le posizioni di carriera nell'amministrazione di Montecitorio. Quotato come il meglio piazzato a subentrare a Camillo Montalcini, gli furono preferiti per meriti fascisti come segretario generale della Camera Alberti prima e poi Rossi Merighi.
Da direttore dei servizi tecnici della Camera dei fasci e delle corporazioni Ubaldo presiedette alla redazione del verbale di consegna di Montecitorio durante l'occupazione di Roma e secondo una fonte avrebbe agevolato la fuga di Dino Grandi.
Alla liberazione di Roma, il 5 giugno 1944, Ubaldo fu nominato segretario generale a Montecitorio da Vittorio Emanuele Orlando; nel periodo post-fascista, risulta una sua attività di alta consulenza politico-amministrativa: nel 1945 il ministro della Real Casa, Lucifero, invia a Palermo Cosentino, Segretario Generale della Camera, perché porti a Orlando l'invito a formare il Governo; lo stesso Ubaldo l'anno dopo avrebbe fatto da tramite delle pressioni esercitate dal ministro Giuseppe Romita, unitamente al consigliere della Corte di Cassazione, Vitali, presso il presidente della Corte, Pagano, per affrettare la riunione del collegio che doveva proclamare i risultati del referendum istituzionale del 1946, dicendo falsamente che il Re voleva partire il giorno 10 giugno 1946.
Ubaldo rimase segretario generale dell'Assemblea costituente e infine della Camera dei deputati fino al 1951, data della morte.

### Nelle alte amministrazioni dello Stato
Cosentino iniziò come segretario particolare di Vittorio Emanuele Orlando, tra il 1945 e il 1946, e proseguì come segretario particolare di Enrico De Nicola dal 1946 al 1947.
Entrato nei ruoli della Camera dei deputati, dal 1949 al 1960 fu consulente parlamentare dei Capi dello Stato Luigi Einaudi e Giovanni Gronchi: in questa veste tenne contatti con l'ambasciata statunitense a Roma per favorire il governo Tambroni.
Designato a partecipare alla conferenza di Roma per il trattato istitutivo della Comunità economica europea come esperto di procedura parlamentare e di diritto elettorale, fu vice segretario generale dell'Assemblea parlamentare della CECA.

### Al vertice di Montecitorio
Nominato Segretario generale nel 1962, mantenne la carica fino al 1976, quando l'esplosione dello scandalo Lockheed fece emergere (proprio nelle carte processuali acquisite dal Parlamento per l'istruttoria che fu condotta dalla Commissione inquirente) un assegno a lui intestato e firmato dall'inquisito Camillo Cruciani. Per quanto si giustificasse dichiarando trattarsi di una transazione privata di acquisto di oro, Cosentino fu inviato dal Presidente della Camera Sandro Pertini a rendere le sue spiegazioni dinanzi all'Ufficio di Presidenza, che lo revocò dall'incarico con un solo voto di maggioranza, sostituendolo con Antonio Maccanico.
La sua gestione del vertice amministrativo di Montecitorio diede luogo a divergenti opinioni: da un lato si adombrò più di una volta una gestione personalistica ed amicale della consulenza da lui offerta al Presidente, fino ad indicare cointeressenze nei deferimenti dei disegni di legge; dall'altro lato, però, se ne stimò la funzione di garanzia delle minoranze, che - ad incarico abbandonato - lo indusse a firmare un'inusuale critica al Presidente della Camera sul trattamento riservato ai deputati radicali che rivendicavano il diritto a sedere su seggi di loro scelta nell'Aula di Montecitorio.

## Ingresso nella vita economica e politica
Il 18 aprile 1977 divenne presidente della Faiat (Federazione italiana delle associazioni alberghi e turismo); a tale carica seguì anche quella di presidente della Federazione italiana di motonautica.
Nel 1979 fu candidato dalla Democrazia Cristiana al Parlamento europeo, ma non conseguì immediatamente il seggio per insufficienza delle preferenze: solo al termine della prima legislatura del Parlamento europeo, da gennaio a giugno del 1984, riuscì a subentrare nel seggio di deputato europeo per breve tempo, per le liste della DC, e fu membro della Commissione per il regolamento e le petizioni e della Delegazione per le relazioni con gli Stati del Golfo.

## Vicende non istituzionali
La sua visibilità pubblica fu compromessa dalla rivelazione del suo nome (tessera n. 1618) tra le liste della loggia massonica P2 di Castiglion Fibocchi, scoperte nel 1981: è stato accertato che il suo ruolo di grand commis fu organicamente al servizio di quella associazione, tant'è vero che a lui viene ascritta la stesura del piano di rinascita democratica di Licio Gelli.
Fu inoltre coinvolto nelle trame che si dipanarono intorno al rapimento dell'assessore campano Ciro Cirillo ed il conseguente assassinio del camorrista Vincenzo Casillo in un attentato a Roma. A proposito delle trattative per il rilascio dell'ostaggio, è emersa una vicenda di misteriosi messaggi asseritamente sequestrati a casa di Raffaele Cutolo durante una perquisizione; uno di questi messaggi sarebbe stato vergato sulla carta intestata del segretario generale della Camera, al tempo Cosentino, ma di questi messaggi non vi è traccia e taluni, come Alessandro Silj, raccolgono voci circa un loro presunto insabbiamento.
Anche la disponibilità delle suite (dalla 127 alla 129) dell'Hotel Excelsior di Roma, che fungevano da quartier generale romano di Licio Gelli e da sede per le cerimonie di iniziazione alla P2, risale a lui, visto che furono affittate a condizioni di favore per il suo intervento, in quanto presidente
della CIGA. La Ciga Hotels era al periodo nella sfera di influenza di Michele Sindona ed era proprietaria dell'albergo romano in cui dimorava il Maestro Venerabile.
Secondo una recente ricostruzione di Massimo Franco, nel 1971 Cosentino sarebbe stato al centro di una manovra tesa a favorire l'elezione a presidente della repubblica dell'ignaro Sandro Pertini (allora presidente della Camera), nella previsione che questi avrebbe ingenuamente portato con sé Cosentino sempre come segretario generale, insediando quindi un uomo fidato della P2 in seno al Quirinale. La manovra, in cui aveva un ruolo centrale Carmelo Spagnuolo (anch'egli piduista), prevedeva un consenso del Partito Comunista Italiano e non ebbe seguito eleggendosi invece in quella tornata Giovanni Leone, successivamente coinvolto nello stesso scandalo Lockheed per il quale ebbe a dimettersi anche Cosentino.
Il 2 febbraio 1989 Clara Canetti, vedova di Roberto Calvi, nel corso di una puntata della trasmissione televisiva "Samarcanda" affermò che il marito (già assassinato da qualche anno) le avrebbe confidato che al vertice della Loggia P2, Licio Gelli sarebbe stato solo il quarto della gerarchia, essendone capo Giulio Andreotti col suo vice Cosentino. Queste dichiarazioni erano perfettamente in linea con quanto già deposto dinanzi alla Commissione parlamentare d'inchiesta sulla P2 il 6 dicembre 1982.
Solo dopo dieci anni dalla sua morte, invece, emerse un ulteriore addebito a suo carico, stavolta di collusione mafiosa: lo affermò nel corso del processo Andreotti, nell'udienza del 18 dicembre 1997, il collaboratore di giustizia Angelo Siino, secondo cui Stefano Bontate si rivolse a Cosentino per ottenere l'autorizzazione dell'AIMA in materia di agrumi; lo stesso Bontate gli avrebbe detto che Cosentino era amico del capomafia Pippo Calò.
Anche la prosecuzione della "dinastia" fu pregiudicata dai profili oscuri che aleggiavano intorno alla famiglia: sebbene nessun addebito fosse mai stato formulato, risultava che Francesco Cosentino fosse il locatore dell'appartamento di via dei Prefetti in Roma, dove fu trovata uccisa il 23 giugno 1986 Elisabetta di Leonardo, un'aspirante fotomodella il cui ex convivente era Ubaldo Cosentino jr., il figlio dell'onorevole.
Il 4 aprile 2017 Il Fatto Quotidiano riporta la rivelazione del collaboratore di giustizia Gioacchino Pennino (ex medico, consigliere comunale e "uomo d'onore" di Brancaccio) secondo cui Francesco Cosentino, vicino all'onorevole Giulio Andreotti, sarebbe stato il mandante dell'omicidio del prefetto Carlo Alberto dalla Chiesa. Tale notizia risale all'audizione in commissione antimafia del Procuratore Generale di Palermo Roberto Scarpinato.